# Никарагуанско-финляндские отношения
Никарагуанско-финляндские отношения — двусторонние отношения между Никарагуа и Финляндией. Страны между собой не граничат.

## Вторая мировая война
Во Второй мировой войне Финляндия воевала на стороне «оси», а Никарагуа на стороне антигитлеровской коалиции. Согласно некоторым сведениям, Никарагуа объявил войну Финляндии во Второй мировой войне. Однако, по-видимому новость о состоянии войны между Финляндией и Никарагуа является легендой: история о состоянии войны между Финляндией и Никарагуа была частью историй одного человека, который десятилетиями работал в Министерстве иностранных дел Финляндии на уровне начальника штаба и посла. Когда Финляндия и Никарагуа готовились к установлению дипломатических отношений в начале 1970-х годов, этот вопрос был проверен, и никаких фактических оснований для введения военного положения не было найдено —Никарагуа никогда не объявляла войну Финляндии.

## Финская помощь
Финляндия оказывает гуманитарную помощь Никарагуа. В 2007 году общий объем помощи составил около 14.5 миллионов евро. Сотрудничество сосредоточено на развитии сельских районов, здравоохранении и поддержке местного самоуправления.
В 1992 году правительство Финляндии выделило на программу помощи 27.4 миллиона долларов.
В 2006 году правительство Финляндии обязалось выделить 4,9 миллиона евро на помощь Никарагуанскому правительству в интегрировании ИКТ-системы 20 городских советов.
В 2008 году финское правительство аннулировало пакет помощи в 1.95 миллиона евро, предназначенный для Никарагуа в знак протеста против того, что в государстве якобы была недостаточная прозрачность республиканского бюджета и муниципальных выборов.

## Государственные визиты
В 2004 году президент Финляндии Тарья Халонен посетила Никарагуа, где она заявила, что «финское правительство и парламент решили, что Никарагуа является одной из главных целей оказания финской помощи. Однако визит показал, что Финляндия будет не только давать деньги — она также заинтересована в том, что происходит здесь».
Финский президент также выступил с речью в Национальной Ассамблее Никарагуа 31 мая 2004 года  (фин.).

## Соглашения
В 2003 году две страны подписали соглашение о поощрении и взаимной защите инвестиций.

## Посольства
Никарагуа имеет посольство в Хельсинки. Финляндия представлена в Никарагуа через посольство в мексиканском городе Мехико.